# Dongyang
För andra betydelser, se Dongyang (olika betydelser).
Dongyang (fil), tidigare romaniserat Tungyang, är en stad på häradsnivå i östra Kina, och tillhör Jinhuas stad på prefekturnivå  i provinsen Zhejiang. Befolkningen uppgick till 753 094 invånare vid folkräkningen år 2000, varav 200 754 invånare bodde i huvudorten Wuzhu. En annan stor ort i stadshäradet är Hengdian, med 82 009 invånare (2000). Stadshäradet var år 2000 indelat i 22 köpingar (zhen) och 4 socknar (xiang).